# Wladimir Logothetti
Wladimir Emanuel Alexander graaf Logothetti (Filiale Tamassy (nu Tomašovce, Slowakije), 4 augustus 1822 - Radautz, Boekovina (nu Rădăuţi, Roemenië), 7 december 1892) was een Oostenrijks-Hongaars officier, politicus en de stichter van de eerste vrijwillige brandweer in het landsdeel Moravië.

## Afkomst

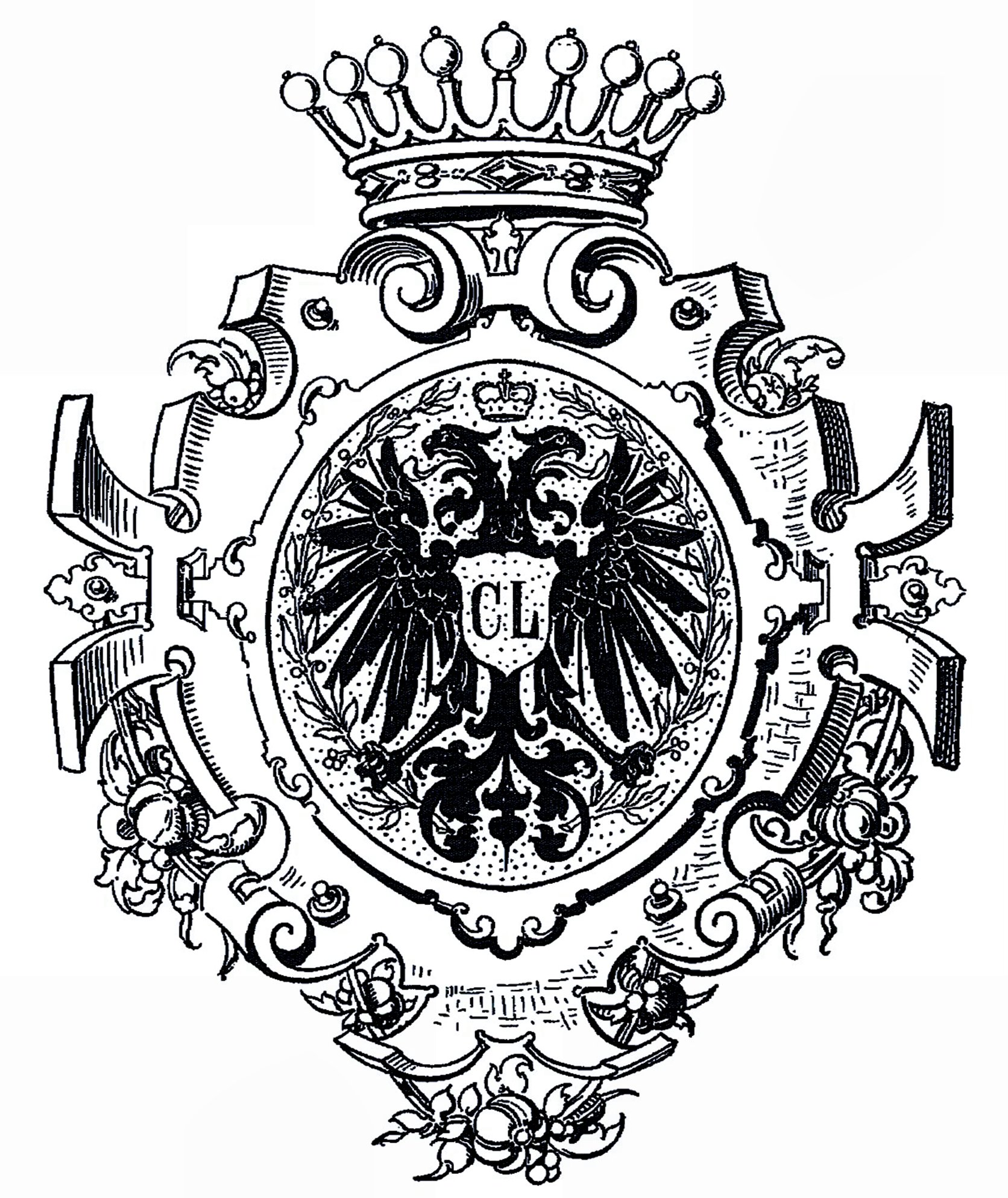
Wapen van het geslacht Logothetti zoals gevoerd door Wladimir

Logothetti stamde uit een oud Byzantijns geslacht dat na de val van Constantinopel (1453) op het Ionische eiland Zante (Zakynthos) woonde. In de 18e eeuw kwam een nakomeling, officier van de Venetiaanse Republiek, Giacomo (Jakob) Conte Logothetti (1741-1802) in het vorstendom Moldavië terecht. Na de annexatie van de Boekovina werd hij Oostenrijks staatsburger. Zijn nakomelingen speelden een belangrijke rol bij de verdediging van deze oostelijkste grensprovincie en behoorden tot de aanzienlijke ingezetenen van de hoofdstad Czernowitz (nu: Tsjernivtsi, Oekraïne).
Wladimirs vader, Hugo I graaf Logothetti (1801-1861) verwierf na zijn huwelijk met Pauline baronesse von Bartenstein, een directe nakomelinge van de kanselier van Maria-Theresia Johann Christoph von Bartenstein, in 1830 de landgoederen Bilovice en Březolupy bij Uherské Hradiště in Zuid-Moravië. Hij stond bekend als mecenas van de Tsjechische schilder Josef Mánes (1820-1871) en liet door deze o.a. Veruna Čudová schilderen. Dit portret is tegenwoordig het bekendste genrestuk van Mánes.
Wladimir werd op 4 augustus 1822 in Filiale Tamassy (nu Tomašovce/Slowakije) geboren, waar zijn vader Hugo I graaf Logothetti (1822-1892) als officier diende. Hij was de oudste van zeven kinderen. Een jaar later werd zijn oudste zus Hedwig (1823-1899) eveneens in Filiale Tamassy geboren. Zoals destijds vaak gebeurde, stierven drie andere kinderen – Bertha (1825), Lodoiska (1826-1829) en Alfred (1830-1833) – als kind. Het ongewisse militaire leven met steeds wisselende standplaatsen in destijds de allerarmste provincie van het keizerrijk Oostenrijk, het Koninkrijk Galicië en Lodomerië, zal daaraan mede debet zijn geweest.
In 1830 kocht zijn vader goederen in Moravië, waar de familie zich na uitbetaling van de erfenis uit de Boekovina in 1839 definitief vestigde. De jongste kinderen Julia (1833-1854) en Zdenko (1835-1881) werden in Moravië geboren. Dankzij de erfenis uit de Boekovina en geërfd geld van moederskant kon de familie in Moravië het leven van grootgrondbezitters voeren.

## Carrière

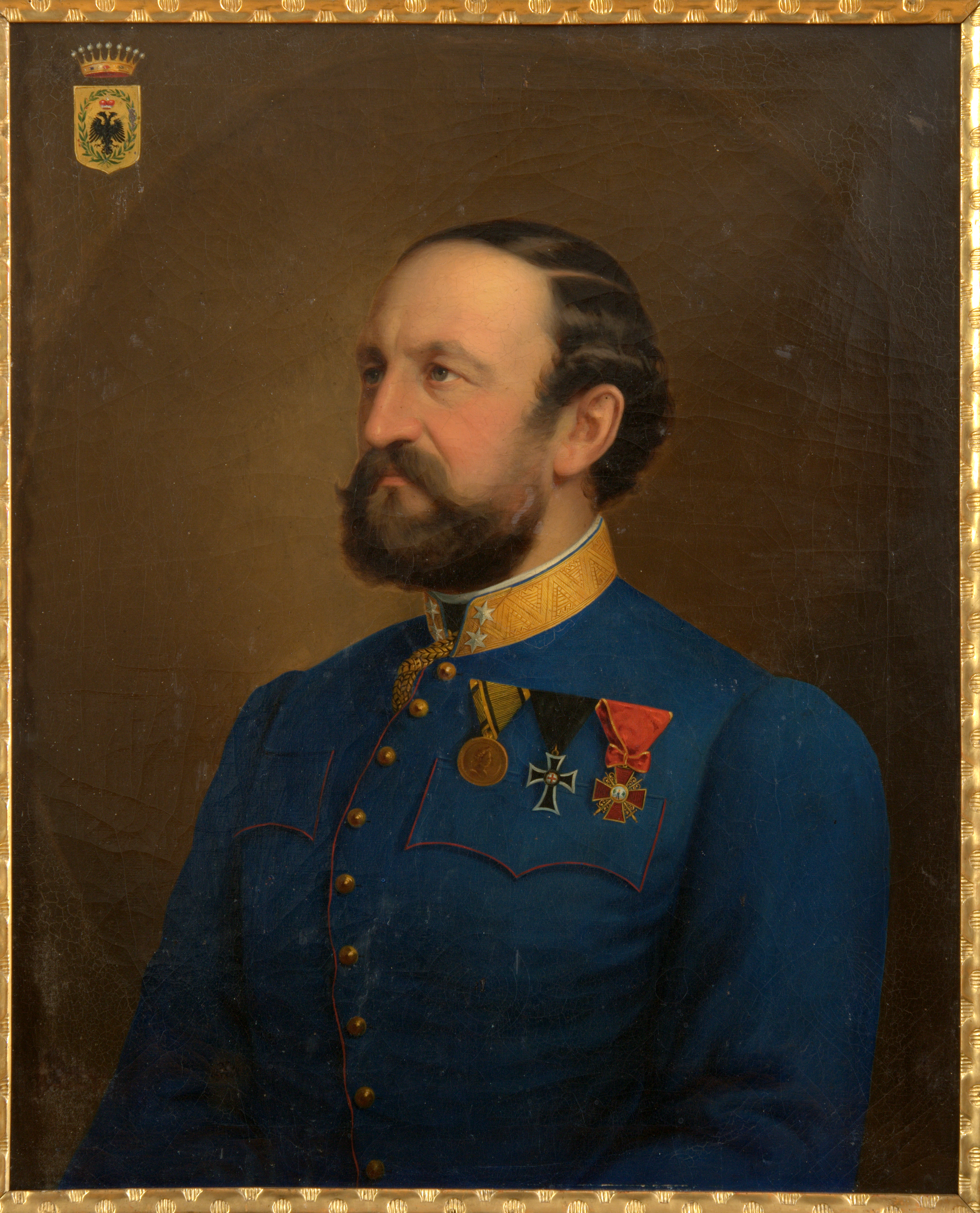
Portret van Wladimir Graaf Logothetti c1870

Na het gymnasium in Brünn (nu: Brno) doorlopen te hebben trad Wladimir als vrijwillig kadet tot het 5e Kurassiersregiment Graf Auersperg in Brünn toe. Spoedig daarna werd hij in het kader van de Hongaarse opstand in het revolutiejaar 1848 en de oorlog van 1848/1849 als officier van het 4e Ulanenregiment in actieve dienst ingezet in Opperhongarije, Zevenburgen en Italië. Hij raakte meermalen gewond en kenmerkte zich door persoonlijke moed. Hij ontving dan ook verschillende Oostenrijkse en Russische onderscheidingen.

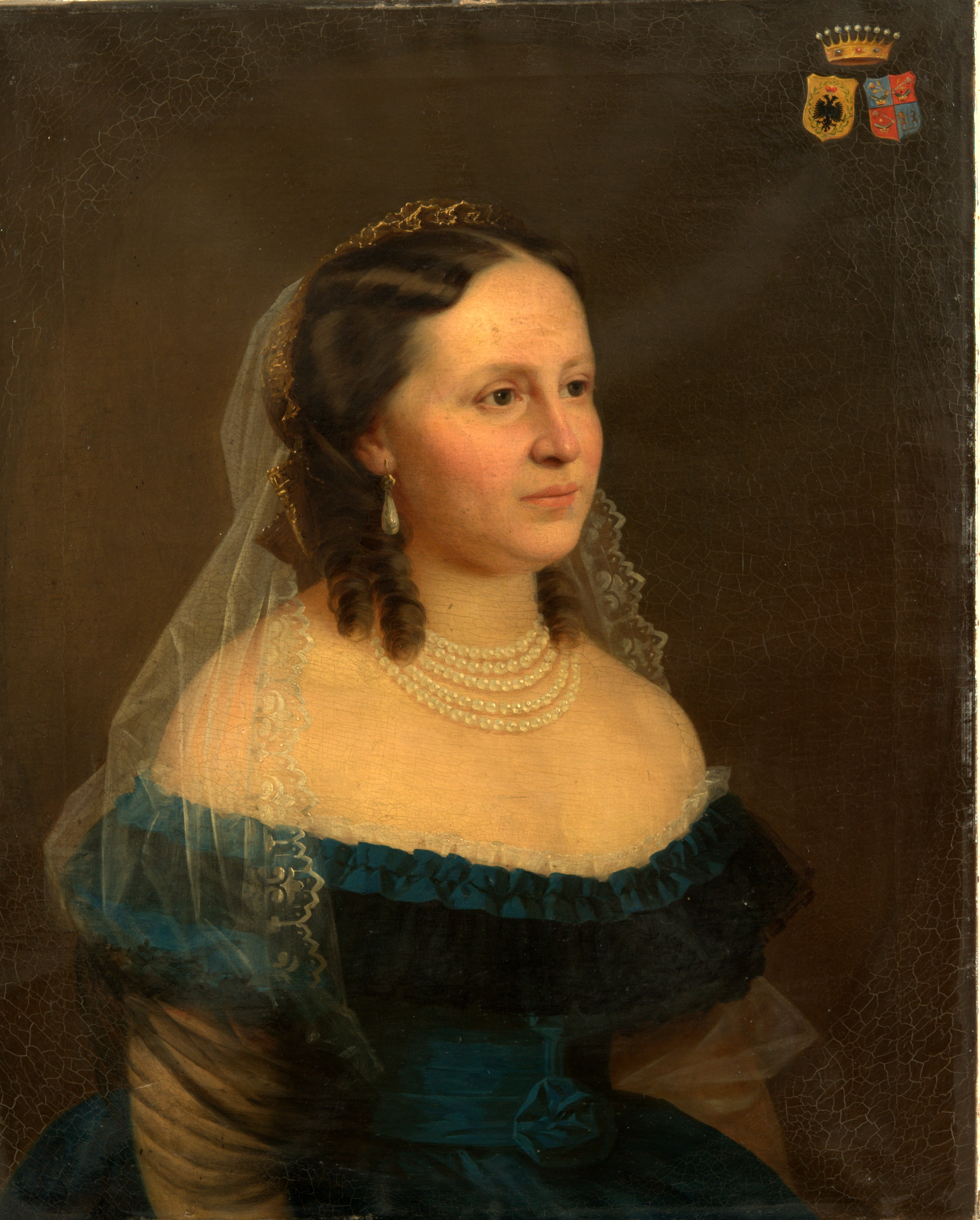
Portret van Karolina gravin Logothetti geb. gravin Nemes de Hidvég

Tijdens de oorlog maakte hij in Zevenburgen in het Komitat Kronstadt (nu Brașov, Roemenië) kennis met zijn latere echtgenote, afstammelinge van de katholieke tak van een overigens aanzienlijk calvinistisch adellijk Zevenburger geslacht. Het huwelijk volgde in 1851 (zie familie).
Wladimirs vader had in 1831, 1832 en 1834 verzoeken ingediend om de traditioneel gevoerde grafelijke titel van de familie erkend te krijgen. Vanwege de slechte toestand van de archieven in de Boekovina was dit niet gelukt. De actieve deelname aan de redding van het keizerrijk in 1848/9 bewerkte dat vader en zoons op 8 juli 1848 bij keizerlijk decreet toestemming voor het "voeren van de buitenlandse graventitel" kregen.
Wladimir bleef tot 1860 in actieve dienst, voornamelijk in Galicië en Zevenburgen, waar de eerste drie kinderen werden geboren. Toen de gezondheid van zijn vader allengs slechter werd, keerde Wladimir naar Moravië terug om het beheer van het familiebezit over te nehmen. Hij verliet de actieve dienst als commandant van de 1e divisie van het Vrijwillige Ulanenregiment.

Wladimir ging in Bílovice wonen, zijn jongere broer ging met de in 1861 weduwe geworden moeder naar het goed in Březolupy. Uit de bruidsschat van zijn vrouw liet Wladimir het slot Bílovice moderniseren en met een vleugel vergroten. Op een foto van rond 1860 is de nieuwe aanbouw rechts duidelijk herkenbaar.

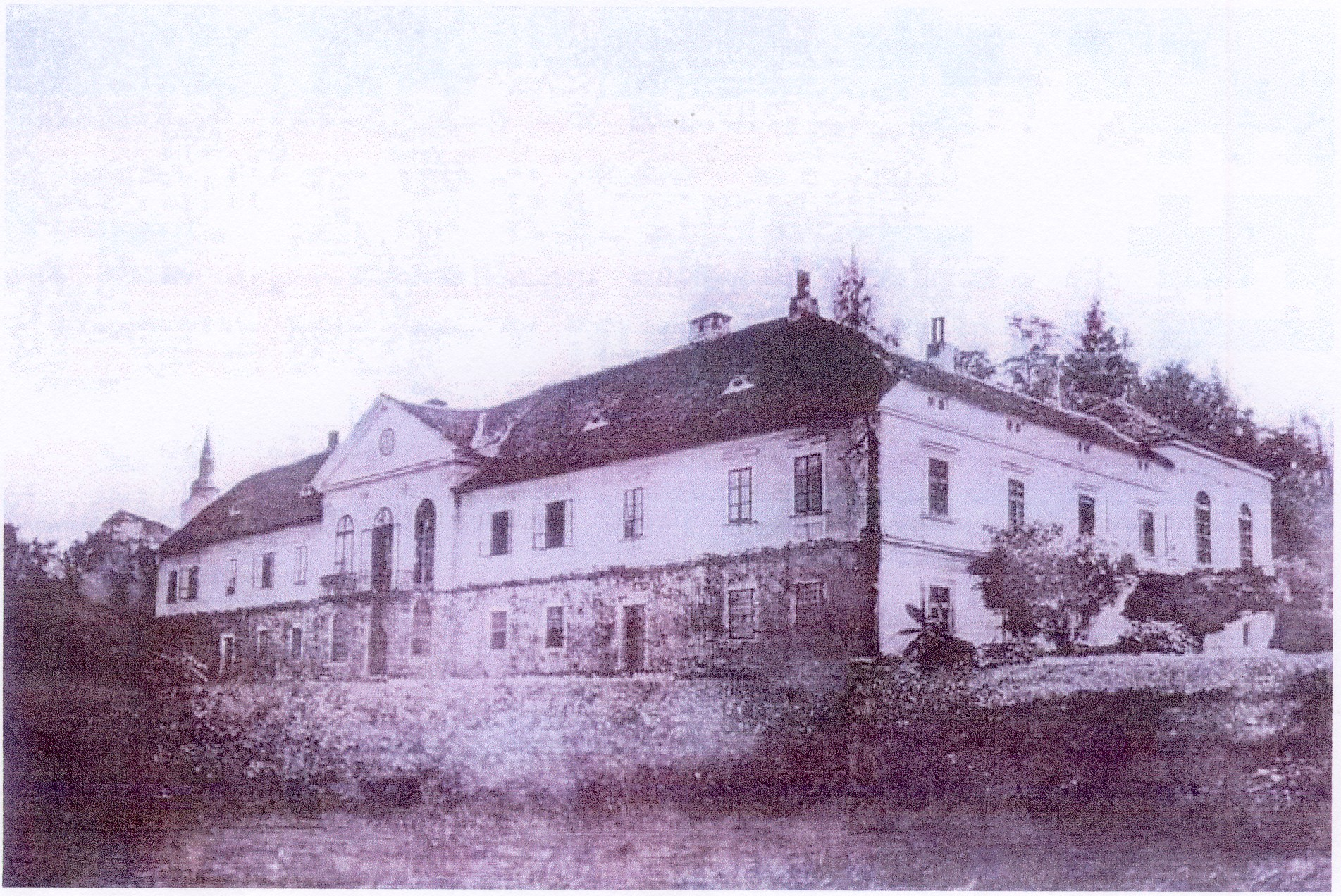
Slot Bílovice op een foto van rond 1860

Na de dood van zijn vader in 1861 liet Wladimir zich officieel als invalide uit actieve militaire dienst ontslaan en nam de maatschappelijke rol van wijlen vader over. In de jaren 1864-1865 was hij burgemeester van Bílovice, in de vierde en vijfde zittingsperiode van de Moravische Landdag (1871-1873/1873-1877) was hij parlementslid in Brünn (Brno), waar hij meermalen in Moravische adellijke klederdracht optrad.

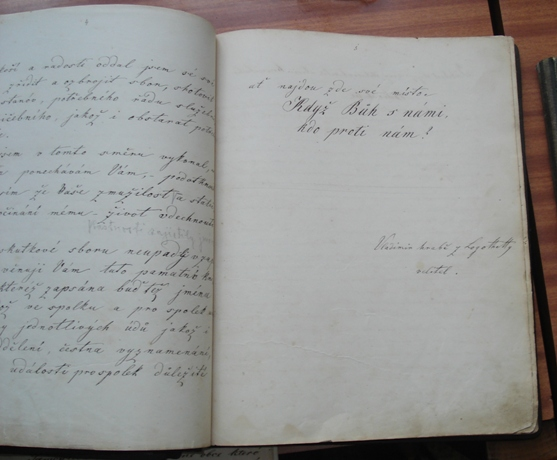
Registratie van Vladimir graaf Logothetti in het Tsjechisch op de eerste pagina's van het logboek van de vrijwillige brandweer in Bílovice, waarvan hij de eerste commandant was

 Voor de ontwikkeling van de gemeente Bílovice en voor Zuid-Moravië in het algemeen was de oprichting van de eerste vrijwillige brandweer in 1869 verreweg Logothetti’s belangrijkste daad. Al eerder, in 1861 en 1865 waren Wladimir en zijn jongere broer Zdenko actief geweest bij het blussen van grote uitslaande branden in het naburige dorp Kněžpole, dat vervolgens aan beide dappere edellieden het ereburgerschap verleende. Ook Bílovice gaf in 1869 aan Wladimir, als eerste commandant van de gemeentelijke brandweer, het ereburgerschap. Logothetti behoorde in de Moravische Landdag ook tot de initiatiefnemers van een wet uit 1873 die de stichting van vrijwillige brandweerkorpsen in gemeenten groter dan 100 huizen sterk aanbeval.
Wladimir sprak vloeiend Duits, Hongaars, Pools en Tsjechisch. Hij organiseerde wedstrijden tussen Tsjechische en Duitstalige scholieren, was actief in de zangvereniging van de kreitsstad Uherské Hradiště die hij samen met zijn vader had gesticht. Samen met zijn broer Zdenko stichtte hij in 1863 de eerste Moravische roeivereniging Rudenverein Moravia, heden klub Morávia en was in het algemeen sociaal zeer actief.

Drie mislukte poging om tot een politiek Duits-Tsjechisch vergelijk te komen in Moravië – in 1848, 1868 en 1871 – voerden ertoe dat Wladimir besloot om de actieve politiek te verlaten en zich weer aan het vertrouwde leven als militair te wijden. In 1877 weigerde hij opnieuw te kandideren voor de Moravische Landdag en liet zich in plaats daarvan als niet-actief lid van het Ulanensquadron van de Galicische Landweer registreren.

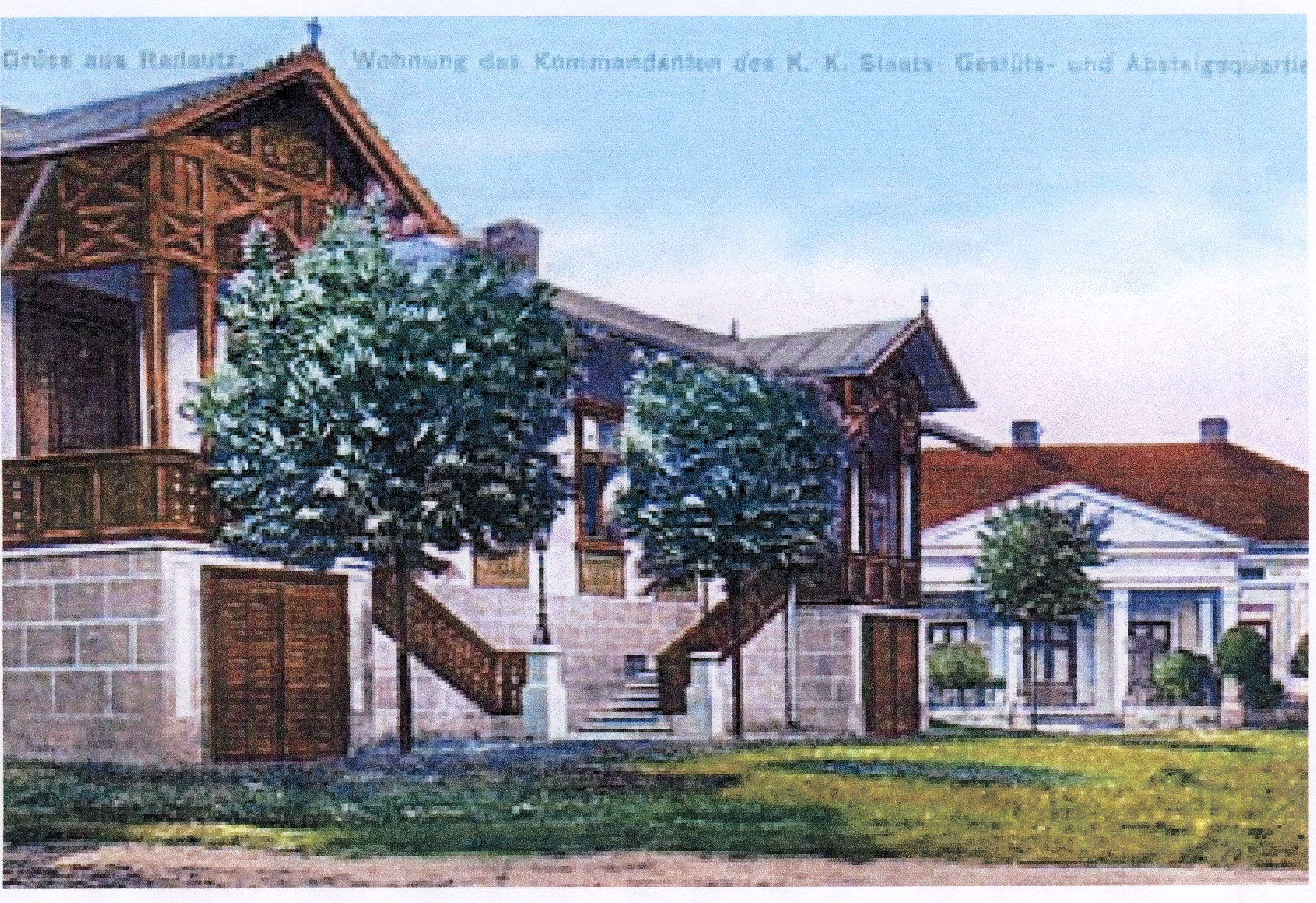
Huis van de commandant van de fokkerij in Radautz, c1885

In 1882 nam hij de vrijgekomen post van commandant van de staatspaardenfokkerij in Drogowitz (nu: Дрогобич/Drohobytsj in Oekraïne) aan om deze een jaar later in te ruilen voor de post van commandant van de grotere en belangrijkere staatspaardenfokkerij in Radautz in de Boekovina. De prentbriefkaart toont zijn ambtswoning. Logothetti maakte zich zeer verdienstelijk voor de paardenfokkerij van met name Huzulenpaarden in de Boekovina.
Op 7 december 1892 stierf de inmiddels al 70 jaar oude kranige officier aan de gevolgen van een ongelukkige val van zijn paard. Zijn lijk werd naar Bílovice overgebracht en met militaire eer in het familiegraf aldaar bijgezet.

## Familie

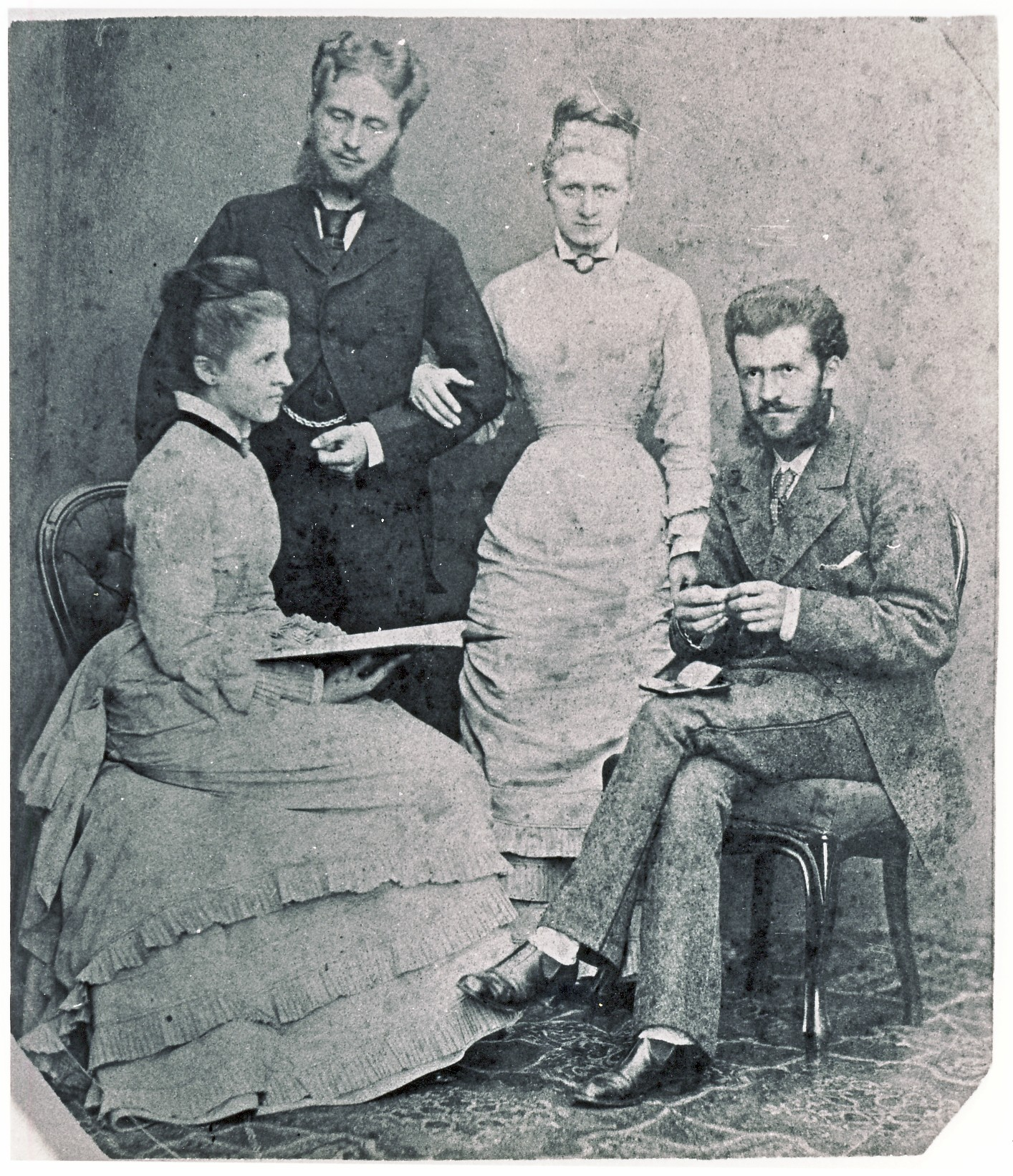
Wladimirs kinderen. V.l.n.r.: Rosa gravin Logothetti (1856-1941), Hugo II graaf Logothetti (1852-1918), Maria baronesse Taxis geb. gravin Logothetti (1859-1929), Alfred graaf Logothetti (1853-1923). Bilovice, ca. 1880

Wladimir Logothetti trouwde op 25 oktober 1851 in de katholieke kathedraal van de Zevenburgse hoofdstad Klausenburg (nu Cluj-Napoca/Roemenië) met Maria Karolina Rosalia Johanna gravin Nemes de Hidvégi (1826-1906). Zij stamde uit de katholieke tak van een oud Zevenburgs, merendeels calvinistisch geslacht dat zijn titel van de legendarische Zevenburgse vorst Gábor Bethlén had gekregen en in de calvinistische kerk in Fárkas útca (Wolfstrasse, nu Strada Mihail Kogǎniceanu) in Klausenburg haar eigen kerkbanken had. De katholieke tak had na de reconvertering van Ádam grof Nemes de Hídvégi (haar grootvader, †1766) in 1755 de graventitel gekregen en had in Klausenburg een eigen grafkelder in de Piaristen- of Academiekerk.
Het echtpaar kreeg vier kinderen: Hugo II (1852-1918), later een hoog Oostenrijks-Hongaars diplomaat; Alfred (1853-1923), officier en later Roemeens grootgrondbezitter; Rosalia (1856-1942), erendame van het adellijke meisjesstift Maria Schul in Brünn (Brno); en Maria (1859-1929), getrouwd met Paul Lamoral baron Taxis von Bordogna und Valnigra (1852-1901)..

## Ordes en onderscheidingen
Logothetti kreeg in zijn leven verschillende onderscheidingen voor betoonde moed. Volgens de documenten die zich in het familie-archief bevinden, had hij ontvangen:
- K. k. Kriegsmedaille, Keizerrijk Oostenrijk – 1848
- Kruis voor Militaire Verdienste, Keizerrijk Oostenrijk - 1849
- Ridderkruis van de Orde van de Hl. Anna III. klasse met zwaarden, Russisch Rijk – 1849
- Ridder van de Orde van de IJzeren Kroon, Keizerrijk Oostenrijk – 1861
- Het Marianerkruis, Duitse Orde – 1882